# Roumanophobie
 (novembre 2024).
- Si vous ne connaissez pas le sujet, laissez ce bandeau (vous pouvez alors contacter les auteurs).
- Si vous supprimez le contenu mis en cause (vous pouvez préalablement contacter les auteurs),

argumentez précisément cette suppression dans la page de discussion
(un manque de référence n'est pas un argument ; une recherche réelle de référence doit avoir été effectuée, être formellement documentée).
Les termes roumanophobie, anti-roumanisme ou sentiment anti-roumain se réfèrent à toutes les idées, émotions et attitudes hostiles envers le peuple et la culture roumaine et / ou moldave. Comme tous les stéréotypes existent envers d'autres groupes ethniques, ceux concernant les Roumains sont des croyances leur attribuant des caractères en tant que membres de leur groupe et généralisant des traits négatifs à l'ensemble de ce groupe. Les stéréotypes péjoratifs, les discriminations et les ségrégations ethniques à l'encontre des Roumains et des personnes d'origine roumaine en diaspora, ont historiquement pu aller des sentiments négatifs individuels à la persécution institutionnelle.

## Substrat
Au début du XIXe siècle, la renaissance culturelle roumaine suscite des réactions hostiles aux Roumains dans les Empires voisins austro-hongrois, russe et turc dont elle met en cause la domination. À partir de là des stéréotypes se diffusent : ainsi la réputation des « Valaques fourbes, voleurs et cruels », commune aux trois Empires, transparaît dans l'œuvre de Sophie Rostopchine tandis qu'en Autriche, Johann Christian von Engel (en) publie les Histoires de la Moldavie et de la Valachie qui présentent les valaques comme un peuple primitif et fruste, et leurs anciens voïvodes comme des monstres assoiffés de sang (ce qu’Ármin Vámbéry, professeur à l’université de Budapest, transmet à Bram Stoker). Pour délégitimer les revendications austroslavistes et roumaines, d'autres auteurs autrichiens comme Josef Karl Eder (de) ou Franz Josef Sulzer (de) synthétisés par Edouard Robert Rössler (de), diffusent la thèse du « Désert des Avars » selon laquelle le bassin du moyen Danube était vide d'habitants sédentaires à l'arrivée des Magyars et vide aussi politiquement depuis les défaites des Avars face aux Carolingiens en 805 : cette thèse nie l'existence du droit valaque et présente les Roumains d'Autriche-Hongrie comme des « immigrants tardifs, envahissants et illégitimes » dans leurs habitats historiques traditionnels, les « valachies ».
Quatre phases de l'histoire de la Roumanie au XXe siècle ont contribué à générer des stéréotypes roumanophobes d'époques et d'origines différentes, mais attribuant au peuple roumain dans son ensemble l'extrémisme et la violence de certains dirigeants et de leurs exécutants :
- les brutalités des insurgés et des forces de l'ordre pendant la jacquerie de 1907 durement réprimée[8];
- les atrocités de la Seconde Guerre mondiale, notamment la Shoah en Roumanie et les proclamations haineuses[9] de la Garde de fer, de la dictature fasciste et du régime pro-nazi du maréchal Antonescu contre les minorités juive et tsigane. Alors que le récit de la Shoah en Roumanie par Matatias Carp, témoin contemporain des faits, rédigé en roumain et hébreu et publié en Roumanie et en Israël, se garde de tout amalgame globalisant, l'article français « L'Horreur est roumaine » de Libération du 26 février 2009 commente la sortie de la traduction française du récit de Carp en attribuant les crimes à un « antisémitisme profond du peuple roumain »[10] ;
- la volte-face de 1944 quand les Roumains sortirent de l'Axe pour se joindre aux Alliés, ce qui fut décrit en Allemagne après la guerre comme une « trahison »[11];
- le totalitarisme « national-communiste » des années 1945-1989[12], son effondrement chaotique[13] et la découverte par les médias internationaux de ses aspects les plus sombres[14].

Durant la Seconde Guerre mondiale et après la guerre, c'est par ces préjugés que se sont « justifiés » des massacres et des déportations de Roumains, notamment en Transylvanie du Nord par les Croix fléchées, en Bucovine du Nord et en Bessarabie par l'armée soviétique et les troupes du NKVD.
En Moldavie et en Ukraine soviétiques, durant les années 1950, le NKVD a mis en œuvre plusieurs phases de persécutions et de déportations ciblées contre la population roumaine moldave, elle aussi suspectée d'avoir approuvé le fascisme. Enfin, la résistance anti-totalitaire roumaine a également été accusée de fascisme, alors que les archives de la Securitate montrent que 65 % des résistants étaient des paysans pauvres sans étiquette, 15 % provenaient des partis communiste et socialiste, 11 % des partis démocratiques de centre-droit d'avant-guerre et 9 % seulement de la mouvance fasciste et nationaliste,.
Au XXIe siècle c'est la criminalité basée en Roumanie qui produit de nouveaux stéréotypes, moins empreints du fascisme que de la pègre roumaine. Le pourcentage de délinquants parmi les Roumains équivaut à celui des autres pays de niveau socio-économique comparable, mais les citoyens roumains en général et les Roms de Roumanie en particulier sont l'objet de phobies racistes, comme en témoignent les déclarations contraires à la réalité et violant la Convention européenne des droits de l'homme de certains dirigeants français (voir plus bas « par pays »).

## Manifestations par pays

### France
En France aucune loi n'interdit les propos, dessins ou sketches roumanophobes :
- le cinéaste Cristian Mungiu a pu être représenté par Les Guignols de l'info en mendiant harcelant Steven Spielberg ;
- le Petit Journal de Canal + a affirmé que Mungiu « n'a pas gagné mais volé sa Palme d'or en 2007 puisqu'il est roumain »[22] ;
- Charlie hebdo a représenté la tenniswoman Simona Halep en ferrailleuse prête à recycler sa coupe gagnée à Roland-Garros[23],[24] ;
- la gendarmerie nationale a titré une parodie d'Astérix et Obélix « Ils sont filous ces Roumains ! » pour se féliciter d'avoir arrêté deux délinquants venus de Roumanie[25] ;
- des hommes politiques en cours de mandat comme Nicolas Sarkozy président de la République[26], Manuel Valls ministre[27], Éric Ciotti député[28] ou Claude Guéant ministre de l'intérieur ont plusieurs fois accusé les Roumains d'augmenter la délinquance en France[29].

### Pays-Bas
Le parti d'extrême droite Parti pour la liberté (PVV) a lancé un site Web pour recueillir des dénonciations contre des ressortissants polonais, roumains et bulgares vivant aux Pays-Bas. Les dénonciations consistent en des concurrences sur le marché du travail, et autres, avec le slogan : « Est-ce qu'ils vous causent des problèmes ? Ou avez-vous perdu votre emploi au profit d'un Polonais, d'un Bulgare, d'un Roumain ou d'un autre étranger venu d'Europe centrale ou orientale ? Nous serions ravis de vous entendre », provoquant ainsi des tensions entre les Néerlandais et les citoyens d'autres pays européens exerçant leur droit conventionnel à la liberté de mouvement.

### Royaume-Uni
En 2013 Ion Jinga, ambassadeur de Roumanie au Royaume-Uni, a protesté contre une série d'articles roumanophobes dans une partie des médias britanniques, dépeignant les émigrants roumains comme des « envahisseurs », des « criminels abusant des avantages sociaux », et les impliquant dans le fraude à la viande de cheval de 2013 (qui, en fait, était partie du grossiste néerlandais Draap Trading). Jinga a donné une série d'interviews dans les journaux, la radio et la télévision britanniques, présentant son point de vue sur la valeur professionnelle des émigrants roumains et leur contribution à l'économie britannique,,. Il a alors reproché à Nigel Farage de l'UKIP d'inciter à la roumanophobie.
En 2013, le Daily Express a lancé une « croisade » contre les nouveaux migrants européens de Bulgarie et de Roumanie. L'article, publié le 31 octobre, déclarait que « la Grande-Bretagne est pleine et en a marre. Rejoignez aujourd'hui votre croisade Daily Express pour arrêter un nouveau flot de migrants roumains et bulgares ». Nigel Farage a déclaré qu'il avait signé la pétition et a exhorté les autres membres de l'UKIP à faire de même.

### Serbie
Les Roumains citoyens serbes vivant en Voïvodine sont très bien représentés au niveau provincial malgré (ou « en raison de », selon l'association des Roumains de Serbie) leur faible nombre : environ 30 000 personnes soit 1,5% de la population de cette province d'environ 2 millions d'habitants, où le roumain est l'une des six langues officielles. Cette minorité fait l'objet d'accord bilatéraux transfrontaliers profitant aussi à la minorité serbe du Banat roumain. En revanche, leurs 140 000 homologues de l'est de la Serbie centrale (principalement dans la vallée de Timok et autour de Branicevo) n'ont pas les mêmes droits linguistiques et il n'y a pas d'accord bilatéral car le nombre de Serbes sur la rive roumaine du Danube, au nord des Portes de Fer, en Olténie, est insuffisant. À Negotin, la porte de la station de télévision locale en langue roumaine a été vandalisée par le graffiti « Napolje Rumuni, Srbija » soit « Serbie, vire les Roumains ».
Les « Timochènes » (Timoceni, Roumains de la vallée du Timok) parlent la même langue (le daco-roumain) que celle parlée plus au nord, en Roumanie, mais ne sont pas recensés comme Roumains : ils sont comptés parmi les Serbes (et ne figurent donc plus sur les cartes linguistiques postérieures à 1950) et sont connus sous le nom de « Valaques de Serbie » (Власи у Србији),, avec une interruption de courte durée en 2002. Les anciens recensements serbes d'avant le communisme comptaient jusqu'à près de 160 000 Roumains : le recensement de 1895 comptait 159 510 Roumains et celui de 1921 comptait 150 098 Roumains. Le recensement communiste de 1953 trouvait 198 793 « Valaques » et depuis, pour éviter des soucis avec les autorités, environ 40 000 de ces personnes se déclarent, sur les formulaires de recensement, comme appartenant à l'« ethnie valaque », les autres se déclarant « serbes » ou bien « serbes de langue valaque » lorsque le recensement comporte une rubrique « langue maternelle » séparée de la rubrique ethnie (националност en serbe).

### Suisse
En 2009, l'Union démocratique du centre (UDC) de droite a mené une campagne anti-immigration contre les immigrés roumains et bulgares, distribuant et affichant des banderoles dépeignant les citoyens de ces pays comme des « corbeaux ».

### Union soviétique, Moldavie, Transnistrie
En Moldavie sous domination soviétique, alors que les Russes, les Ukrainiens ou les Bulgares de Moldavie pouvaient culturellement se référer respectivement à la culture russe, ukrainienne ou bulgare par-delà les frontières de la République, la majorité autochtone pour sa part n'avait pas le droit de se référer à la culture roumaine sous peine d'être accusée de « menées antisoviétiques » et de « nationalisme bourgeois » (bien que la Roumanie fusse, elle aussi, un pays communiste satellite de l'URSS). La majorité indigène ne pouvait se référer qu'à sa culture strictement locale limitée par les frontières de l'URSS, ce qui lui conférait une identité moldave fictive doublement absurde : elle n'incluant pas les non-Moldaves de la République dont l'attachement au pays était ainsi découragé alors que l'URSS se targuait d'être une « fédération multiethnique » (многонациональная федерация) et lui donnait le sentiment que la République soviétique était constituée non « pour » elle, mais « contre » elle, alors que l'URSS se targuait de pratiquer une « discrimination positive » préservant la culture et la langue des peuples non-russes.
Ce sentiment était renforcé par les déportations : selon les données des recensements, de 1940 à 1950 la région a perdu un tiers de sa population, passant de 3 200 000 personnes selon le recensement roumain de 1938, à 2 229 000 selon le recensement soviétique de 1950 : ainsi 971 000 personnes ont disparu en dix ans soit 140 000 Allemands de Bessarabie déportés en juillet 1940 vers l’Allemagne en application du Pacte germano-soviétique ; 120 000 Moldaves (en majorité roumanophones, mais aussi des « Russes blancs ») déportés par les Soviétiques entre le 28 juin 1940 et le 22 juin 1941 (dans la seule nuit du 13 juin 1941, 13 470 familles, comprenant 22 648 personnes, dont approximativement deux tiers de femmes et enfants) ; 230 000 Juifs ont été soit massacrés par le régime du maréchal Ion Antonescu, soit ont fui vers l’URSS et ne sont jamais revenus, qu’ils s’y soient établis ou qu’ils y aient été rattrapés par la Wehrmacht puis tués par les Einsatzgruppen ; 250 000 Moldaves roumanophones ont été déportés par les soviétiques entre 1944 et 1948, ; 150 000 personnes sont mortes entre 1946 et 1947 à la suite de la famine provoquée par les réquisitions soviétiques, ; 11 324 familles sont déportées au Goulag dans la nuit du 5 au 6 juillet 1949 et les nuits suivantes, en majorité sur critère religieux (popes, « vieux-croyants », églises néo-protestantes, catholiques). En 1950 de tous ces « indésirables » ou « nuisibles » déportés hors du pays, 49 000 étaient encore en vie sur les lieux de leur déportation. « Un ethnocide oublié dont le monde se fiche éperdument » selon l'expression du Pr. Valeriu Dulgheru.
En Moldavie soviétique, le mouvement local pour les droits de l'homme se manifeste entre 1969 et 1971 par l’apparition d’un „Front patriotique” clandestin créé par des jeunes intellectuels à Chișinău, qui rassemble plus d’une centaine de membres luttant pour le respect par l’URSS des accords d’Helsinki. En décembre 1971, Iouri Andropov, chef du KGB, fait arrêter trois des chefs du Front patriotique, Alexandru Usatiuc-Bulgar, Gheorghe Ghimpu et Valeriu Graur, de même qu’Alexandru Soltoianu, chef d’un mouvement clandestin similaire en Bucovine du Nord, qui seront condamnés à de longues peines de Goulag. Le mouvement moldave pour l'émancipation a constamment été perçu et décrit par les forces politiques et médiatiques pro-russes de Moldavie comme un « complot antisoviétique », bien que ces dissidents n'étaient pas opposés à l’URSS, mais au totalitarisme qui y prévalait, comme le note le Pierre Manent : « ils demandaient le respect d'un certain nombre de principes élémentaires, principes du reste que ledit régime a souvent inscrits dans sa Constitution. De son côté, le régime soviétique, tout en emprisonnant ou déportant les dissidents, ne peut guère se déclarer officiellement hostile aux droits de l’homme. De sorte que pays démocratiques et communistes signeront les accords d’Helsinki dont le troisième volet comporte l’affirmation d’un certain nombre de droits fondamentaux comme celui de la libre circulation des personnes ». 
Pendant et depuis la dislocation de l'URSS, en république de Moldavie devenue formellement indépendante, le mouvement unioniste en Moldavie et Roumanie cherche à sortir ce pays de la sphère d'influence russe, s'opposant ainsi au nationalisme russe qui cherche à l'y maintenir : c'est pourquoi ce mouvement unioniste, et plus généralement les mouvements pro-européens qui soutiennent le rapprochement de la Moldavie avec l'Union européenne,, ont constamment été qualifiés par les pro-russes héritiers de l'URSS, d'« agitation nationaliste entretenue par l'impérialisme roumain, lui-même marionnette de l’impérialisme occidental ».
En Transnistrie, territoire séparatiste sous protection russe issu des conflits post-soviétiques, que le droit international considère comme une partie de la Moldavie, mais que celle-ci ne contrôle pas, la situation de la population roumaine a fortement empiré depuis la guerre du Dniestr, obligeant environ 1 000 Roumains à fuir la région. Bien que la proportion de Roumains en Transnistrie soit de 31,9 %, le roumain n'est jamais utilisé en public par les citoyens, mais seulement par les officiels dans leurs discours, lorsqu'ils veulent démontrer que leur État est pluraliste et démocratique.
Les écoles en langue roumaine représentaient environ 11% du nombre total d'écoles en Transnistrie. Elles sont obligées d'enseigner uniquement l'écriture cyrillique et d'utiliser des manuels scolaires conçus à l'époque soviétique. Jusqu'à la crise scolaire de 2004, six écoles ont été autorisées à enseigner en roumain en utilisant l'alphabet latin ; après 2004 il en resta quatre et après 2014, deux.
Dans l'orphelinat de Tighina, des enfants roumains de retour de vacances ont trouvé l'orphelinat fermé à clé par la police. Après avoir passé une nuit à l'extérieur, ils sont entrés de force dans le bâtiment et ont dû y rester sans eau ni électricité pendant plusieurs mois, jusqu'à ce que les gouvernements moldave et roumain et l'Organisation pour la sécurité et la coopération en Europe (OSCE) fassent pression sur les autorités de Tiraspol pour une résoudre le problème. Des parents roumains ont été arrêtés ou licenciés en raison de leurs opinions favorables à l'intégration de la Transnistrie dans la légalité moldave et internationale et de leur détermination à maintenir leurs enfants dans des écoles de langue roumaine.